# Dielsantha galeopsoides
Dielsantha es un género monotípico de planta  perteneciente a la familia Campanulaceae. Contiene una única especie: Dielsantha galeopsoides. Es originaria de Nigeria y del centro-oeste de África tropical.

## Descripción
Es una planta herbácea frígil, que alcanza un tamaño de hasta 10 cm de alto, con flores de color lila o azul-violeta.

## Taxonomía
Dielsantha galeopsoides fue descrita por (Engl. & Diels) E.Wimm.  y publicado en Das Pflanzenreich 4, 276b, Campanulac.–Lobelioid.: 743, f. 111. 1953
Sinonimia:
- Lobelia galeopsoides Engl. & Diels[7]
- Lobelia sylvicola Lejoly & Lisowski[8][4]